# إنريكو برتاجيا
إنريكو برتاجيا (بالإيطالية: Enrico Bertaggia) مواليد 19 سبتمبر 1964 في إيطاليا، هو سائق فورملا 1 إيطالي سابق كان قد بدأ مسيرته الاحترافية سنة 1989. كان أول سباق له هو جائزة بلجيكا الكبرى 1989. خاض خلال مسيرته 8 سباقات.

## سباقات شارك فيها
- لو مان 24 ساعة
- سوبر فورمولا
- بطولة فورمولا 3 الإيطالية